# مهار آفت

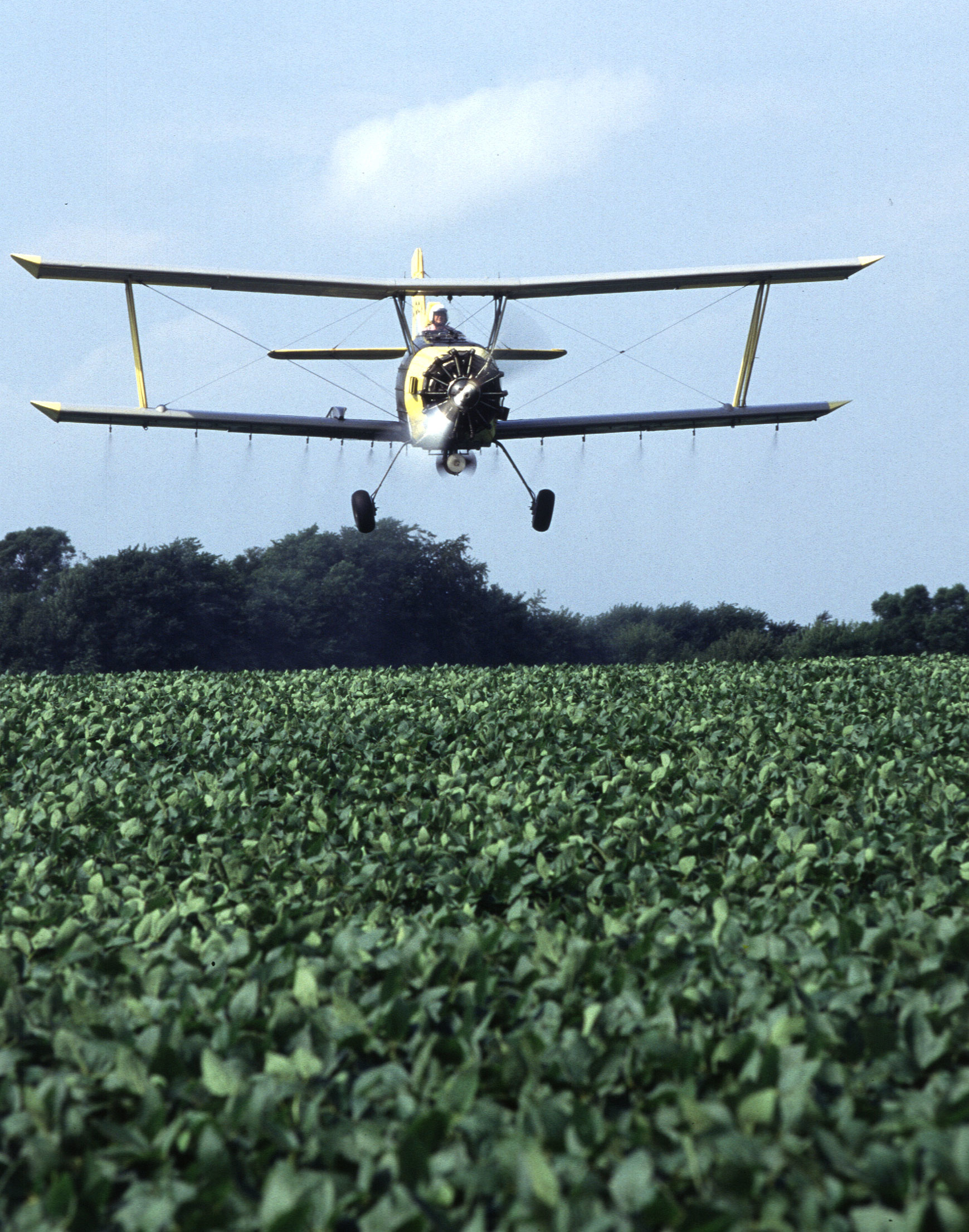
یک هواگرد سمپاش که در ارتفاع پایین گرده حشره کش را به جهت کشتن کرم ریشه ذرت غربی بر روی مزرعه ذرت خالی می‌کند.

مهار آفت، کنترل آفت یا بازداری آفات (به انگلیسی: Pest Control) شامل کاهش جمعیت یا مدیریت گونه‌هایی است که بر فعالیت‌ها یا محیط زیست انسان تأثیر نامطلوبی دارند. آفات می‌توانند از گروه حیوان، گیاه یا قارچ باشند. پاسخ و واکنش انسان بستگی به اهمیت و میزان خسارت دارد و دامنهٔ گسترده‌ای از تحمل، بازدارندگی و مدیریت، تا تلاش برای ریشه‌کن کردن کامل آفت را دربر می‌گیرد. اقدامات کنترلی برای این کار ممکن است به عنوان بخشی از یک استراتژی مدیریت تلفیقی باشد.
کنترل آفات در زمینه‌های کشاورزی، صنعتی و شهری اهمیت دارد.